# Autostrada A3 (Belgia)
Autostrada A3 (fla. Autosnelweg A3, fra. Autoroute A3) – autostrada w Belgii w ciągu trasy europejskiej E40. Między węzłami Loncin i Cheratte pokrywa się z trasą europejską E25, a na odcinku Loncin - Battice jest fragmentem trasy E42. Nazywana jest autostradą króla Baldwina (fla. Koning Boudewijn Autosnelweg, fra. Autoroute Roi Bauduin).
Autostrada łączy Brukselę z miastem Liège i granicą Niemiec w pobliżu Akwizgranu.